# واتراود درسل
واتراود درسل (آلمانی: Waltraud Dressel; ۳ ژوئن ۱۸۹۳ – ۱۰ ژوئن ۱۹۴۰) شناگر اهل آلمان بود.